# William Fox (producător)
William Fox (n. 1 ianuarie  1879, Tolcsva, Austro-Ungaria – d. 8 mai 1952, New York City) a fost un producător de filme, întemeietorul corporației cinematografice Fox, devenită între timp 20th Century Fox.

## Biografie
William Fox s-a născut în Tolcsva (comună în Județul Borsod-Abaúj-Zemplén) sub numele de Wilhelm Fuchs sau în maghiară  Fried Vilmos, el fiind unul dintre cei 13 copii a unei familii de evrei care vorbeau limba idiș. Familia lui a emigrat în SUA (Manhattan) când el avea vârsta de 9 ani. La vârsta de 11 ani părăsește școala pentru a sprijini material familia. După câteva încercări nereușite de a face carieră în domeniul textil, William cumpără în 1904 primul lui proiector numit „Penny Arcade oder Nickleodeon”. Publicul putea viziona filme de scurt metraj care durau între 5 și 10 minute. După acest început, el a cumpărat încă 15 casete de proiecție prezentând filme scurte în cartierele Manhattan și Brooklyn. Fox descoperă repede că filmul este o sursa de câștig. El va întemeia „The Greater New York Rental Company”. În 1914 întemeiază o asociație pentru producerea de filme, închiriind un studio în Fort Lee (New Jersey) care era pe atunci un centru al cinematografiei la vest de New York. Primele lui filme au fost produse la comada unei reviste pentru femei. În 1915 va întemeia „Fox Film Corporation” care avea trei ramuri principale, în același va produce un film cu „ Theda Bara” din care va face un simbol al sexului feminin. Mulțumită filmelor de succes ca „A Fool there ”, va avea un profit financiar considerabil. În 1919 se mută la „Hollywood” una dintre cele mai mari metropole a filmului din lume. În 1921 reușește să salveze firma sa de la a fi cumpărată de firma concurentă (Patent Company). Până la sfârșitul secolului XX reușește să mărească numărul de filme produse, ajungând să producă 50 de filme noi pe an și să dețină 250 de cinematografe. Unele din filmele încununate de un succes răsunător au fost:
- Sunrise (1927) sub regia lui Friedrich Wilhelm Murnau
- Seventh Heaven (1927) cu Greta Garbo și John Gilbert, sub regia lui Frank Borzage

În anii 1920 William Fox încearcă să monopolizeze producția de filme, însă în anul 1929 se va îmbolnăvi grav fiind legat de pat. Ca urmare, acțiunile firmei Fox Film Corporation scad ca valoare, iar după criza financiară de la bursă ajung de la 119 să valoreze numai 1 $. William este ruinat fiind nevoit în 1930 să vândă firma unui consorțiu bancar contra sumei de 18 milioane de dolari. În anul 1935 „Fox Film Corporation” fuzionează cu „Twentieth Century” și devine „Twentieth Century Fox”. După numeroase certuri cu creditorii săi în 1936 este obligat să se declare falimentar, el va fi condamnat la un an de închisoare pentru încercarea de mituire a unui judecător. În final William reușește să-și achite datoriile, cu toate acestea a trăit până la moarte într-o situație financiară solidă mulțumită patentelor sale.